# Chiến thắng kiểu Pyrros

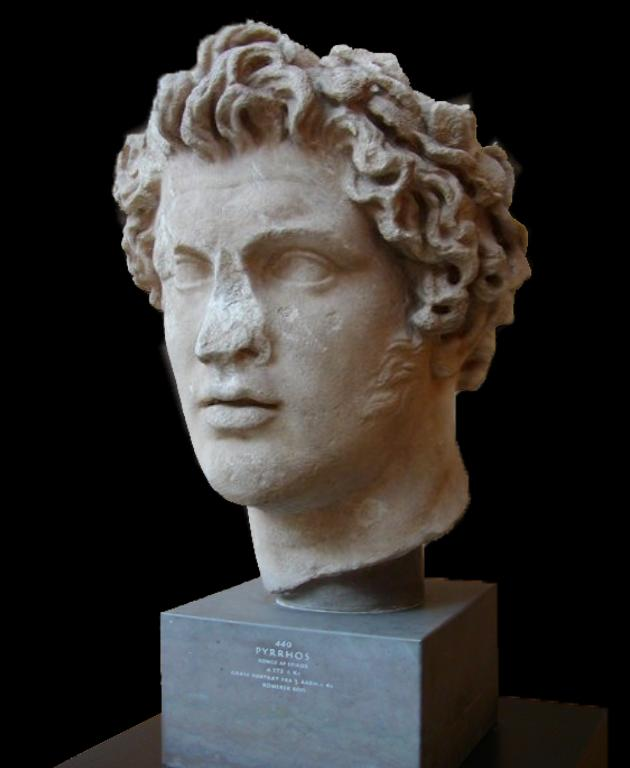
Danh tướng Pyrros của Hy Lạp cổ đại

Chiến thắng kiểu Pyrros hay Chiến thắng kiểu Pyrrhic là một thành ngữ để chỉ một thắng lợi gây ra những tổn thất khủng khiếp ở phe chiến thắng mà nó tương  đương với thất bại. Một người nào đó nhận chiến thắng kiểu Pyrros cũng đã phải chịu những thiệt hại nặng nề hoặc ảnh hưởng đến sự tiến bộ lâu dài.
Thuật ngữ này được đặt tên theo vị vua - chiến binh kiệt xuất xứ Ipiros (Hy Lạp) là Pyrros. Trong cuộc chiến tranh cùng tên, ông đánh tan tác quân La Mã trong trận đánh tại Heraclea vào năm 280 trước Công nguyên, và mất không ít cận tướng trung thành và xuất sắc hơn cả trong trận thắng này. Sau đó, ông lại một lần nữa đánh tan tác quân La Mã trong trận đánh tại Asculum vào năm 279 trước Công nguyên. Bản thân ông cũng bị thương ở tay do trúng lao. Sau chiến thắng tại Asculum, khi có ai đó tôn vinh chiến công của ông, nhà vua - do phải chịu tổn thất cực kỳ nặng nề - nên hồi đáp:
| “        | Thêm một chiến thắng như vậy nữa, chúng ta sẽ bị kết liễu hoàn toàn. | ” |
| — Pyrros |                                                                      |   |

Trong cả hai chiến thắng nêu trên, quân đội La Mã đều chịu thương vong nặng hơn rất nhiều so với quân Ipiros. Tuy nhiên, quân La Mã có nguồn binh lực dồi dào và những tổn thất đó không gây ảnh hưởng lớn đến nỗ lực chiến tranh của họ. Trong khi đó, một phần đáng kể các chiến binh của Pyrros đều hy sinh, mà phần lớn trong số các chiến binh trận vong này lại là các bạn hữu và tướng lĩnh hàng đầu của nhà vua. Nhà vua không thể tuyển mộ tân binh, chưa kể các đồng minh của ông cũng không thực sự đoàn kết. Cứ sau mỗi thất bại, người La Mã lại càng tiến gần hơn đến thắng lợi. Cuối cùng, chỉ bốn năm sau chiến thắng tại Asculum, đội quân kiệt quệ của Pyrros đã chịu một thất bại quyết định tại Beneventum vào năm 275 trước Công nguyên, do đó cuộc chiến tranh Pyrros kết thúc với việc quân La Mã toàn thắng.
Nhiều sử liệu thuật lại câu nói của vua Ipiros sau trận thắng tại Asculum là: "Sau một chiến thắng kiểu này nữa, Ta sẽ đơn thương độc mã quay về xứ Ipiros", hoặc là "Nếu quân ta đánh thắng giặc La Mã thêm một trận nữa, hẳn là quân ta sẽ nhận lấy thất bại."

## Một vài ví dụ về "chiến thắng kiểu Pyrros"
- Vào năm 1288 trước Công Nguyên, vua Ai Cập là Ramesses II thân chinh cầm binh đến Kadesh ở phía Bắc giao chiến với quân Hittite do vua Muwatalli II chỉ huy. Quân Ai Cập bị quân Hittite vây hãm nên thất thế. Tuy nhiên, Ramesses II xoay chuyển tình hình và đánh tan tác quân Hittite. Tuy nhiên, đây là một chiến thắng kiểu Pyrros vì ông không thể chiếm nổi Kadesh.[5]
- Vào năm 394 trước Công Nguyên, vua xứ Sparta là Agesilaos II giành chiến thắng kiểu Pyrros trước liên quân Thebes - Argos trong Koronea vào năm 394 trước Công Nguyên, trong cuộc chiến tranh Kórinthos giữa các thị quốc Hy Lạp cổ đại.[6]
- Vào năm 362 trước Công Nguyên, trong trận Mantinea, quân Thebes giành chiến thắng kiểu Pyrros trước quân Sparta. Cái giá của chiến thắng này là thất bại trong tham vọng bành trướng của người Thebes, kết thúc những năm tháng bá chủ của họ trên toàn cõi Hy Lạp.[7] Danh tướng Thebes là Epaminondas cũng hy sinh trong trận đánh này.[8]
- Trong trận Heraclea vào năm 280 trước Công Nguyên (cuộc Chiến tranh Pyrros tại Ý), vua xứ Ipiros là Pyrros cùng với quân dân Tarentum đại thắng quân La Mã. Quân La Mã tổn thất nhiều hơn, nhưng binh lực của Pyrros cũng hao tổn cao và trong số đó có biết bao nhiêu là cận tướng của ông.[9]
- Vào năm 279 trước Công Nguyên, Pyrros cùng với quân dân Đại Hy Lạp một lần nữa đánh bại quân La Mã trong trận Asculum. Cả hai bên đều hứng chịu tổn thất kinh hoàng, nhưng Pyrros không thể có thêm tiếp tế về binh lực và hậu cần do đó đứng bên bờ thất bại. Chính thuật ngữ "chiến thắng kiểu Pyrros" xuất phát từ biển cố này.[9]
- Trong cuộc Thập tự chinh lần thứ nhất vào năm 1099 do Giáo hội La Mã phát động chống lại các Vương triều Hồi giáo, các Vương quốc Tây Âu đã chiếm lĩnh được thánh địa Jerusalem. Tuy nhiên, họ mắc những vấn đề nghiêm trọng: để thắng lợi, họ phải chịu thương vong khủng khiếp, và làm mất uy tín của Giáo hội phong kiến như một thế lực bảo vệ bình yên.[10]
- Tuy giành được nhiều chiến thắng quan trọng trong cuộc Thập tự chinh thứ ba và lấy lại được một vài lãnh thổ tại Levant, nhưng quân Thập tự không thể nào lấy lại được thánh địa Jerusalem như kế hoạch ban đầu và các lãnh thổ quan trọng khác tại Levant. Điều này khiến Các quốc gia Thập tự chinh không thể khôi phục lại được sức mạnh trước đây và càng ngày càng bị lấn áp trước người Hồi giáo, cuối cùng dẫn tới sự suy vong của những quốc gia này
- Trong cuộc Chiến tranh Ottoman-Habsburg, khi hạm đội Ottoman tấn công xứ Malta và vây hãm pháo đài Thánh Elmo của quân dân Malta (1565), Bộ Tư lệnh quân Ottoman đã mắc phải sai lầm nghiêm trọng. Tuy họ vẫn kiên quyết đánh chiếm Malta, quân Ottoman chịu tổn thất nặng nề và quan Tổng đốc quân sự Turgut Reis cũng hy sinh. Thành thử, dù thành Thánh Elmo thất thủ, sau cùng quân Ottoman không thể thắng nổi Malta.[11]
- Trong cuộc Chiến tranh Ottoman-Venezia lần thứ năm, hạm đội Liên minh thần thánh đại thắng thủy binh Ottoman trong Lepanto vào năm 1571. Tuy chiến thắng này mang lại vinh dự cho Ki-tô giáo, người Ottoman quyết tâm phục thù. Trong khi ấy, Liên minh thần thánh đã hứng chịu tổn thất nặng nề và gặp nhiều khó khăn.[12] Vào năm 1574, triều đình Ottoman phái một hạm đội đổ bộ lên xứ Tunis ở Phi châu và quét sạch quân Tây Ban Nha tại đây.[13]
- Trận Lützen (1632) - Chiến tranh Ba mươi năm [14]
- Trận Friedlingen (1702) – Chiến tranh Kế vị Tây Ban Nha[15]
- Trận Malplaquet (1709) – Chiến tranh Kế vị Tây Ban Nha. Quân Pháp mặc dù thua trận nhưng vẫn bảo toàn được lực lượng, trong khi liên quân Anh-Áo-Hà Lan chịu thiệt hại quá nặng (gấp đôi quân Pháp). Điều này đã thúc đẩy Anh đàm phán riêng rẽ với Pháp, rút lui khỏi chiến tranh và là tiền đề cho đại thắng Denain của người Pháp một năm sau đó.
- Trận Fontenoy (1745) - Chiến tranh Kế vị Áo[16]
- Vào năm 1758, trong cuộc Chiến tranh Bảy Năm vua nước Phổ là Friedrich II Đại Đế giành chiến thắng quyết định trước quân Nga trong trận Zorndorf tàn khốc, kéo dài hai ngày.[17] Tuy quân Nga phải rút lui, đồng thời hứng chịu thương vong khủng khiếp và không thể hợp binh với đồng minh của mình, quân Phổ cũng phải hứng chịu không biết bao nhiêu là mất mát.[18]
- Vào năm 1759, trong trận Kunersdorf, Nguyên soái Nga là Pyotr Semonoyovich Saltykov suýt thua quân Phổ của Friedrich II Đại Đế. Sau liên quân Nga - Áo hợp lực đánh thắng Phổ, nhưng Saltykov nhận thấy quân Nga chịu tổn thất quá kinh hoàng nên không thể truy kích quân Phổ, tạo điều kiện cho vua Phổ gây dựng lại binh lực của ông [19][20]
- Sang năm 1760 thì vua Friedrich II Đại Đế lại thân chinh đem binh đi đánh tan nát quân Áo trong trận Torgau kịch liệt. Tuy nhiên, để đạt được chiến thắng này thì ông phải hứng chịu vô vàn thương vong.[21] Do đó, sau khi thắng trận tại Torgau thì nhà vua không còn có tư tưởng chủ động tấn công các cường địch nữa, mà thay vì đó ông tổ chức phòng thủ, mặc dù chiến thắng tại Torgau cũng khiến cho người Áo tuyệt vọng vì họ cảm thấy mình khó thể nào đánh bại các dũng sĩ Phổ.[22][23]
- Trận Bunker Hill (1775) – Cách mạng Mỹ
- Trận Tòa án Guilford (1781) – Cách mạng Mỹ
- Trận Crête à Pierrot (1802) - Cách mạng Haiti
- Trận Borodino (1812) - Chiến tranh Pháp-Nga, 1812
- Trận Lützen (1813) - Chiến tranh Liên quân lần thứ sáu [24]
- Trận Bautzen (1813) - Chiến tranh Liên quân lần thứ sáu [25]
- Trận Dresden (1813) - Chiến tranh Liên quân lần thứ sáu [26]
- Trận Alamo (1836) - Cách mạng Texas
- Trận Solferino (1859) - Chiến tranh giành độc lập Ý lần thứ hai
- Trận Antietam (1862) - Nội chiến Hoa Kỳ [27]
- Trận Chancellorsville (1863) - Nội chiến Hoa Kỳ [28]
- Trận Chickamauga (1863) - Nội chiến Hoa Kỳ[29]
- Trận Isandlwana (1879) - Chiến tranh Anh-Zulu [30]
- Trận Phụng Thiên (1905) - Chiến tranh Nga-Nhật [31]
- Cuộc tổng tấn công của Brusilov (1916) - Chiến tranh thế giới lần thứ nhất [32]
- Trận Vũ Hán (1938) – Chiến tranh Trung-Nhật lần thứ hai
- Trận Crete (1941) – Chiến tranh thế giới lần thứ hai
- Trận Thành cổ Quảng Trị (1972) - Chiến tranh Việt Nam
- Trận Vukovar (1991) – Chiến tranh giành độc lập Croatia